# Leonid Gornin
Leonid Władimirowicz Gornin ros. Леонид Владимирович Горнин (ur. 30 grudnia 1972 w Nowosybirsku) – działacz państwowy, rzeczywisty radca stanu Federacji Rosyjskiej I klasy, Pierwszy Zastępca Ministra Obrony Narodowej Federacji Rosyjskiej.

## Życiorys
W 1997 roku ukończył Syberyjską Akademię Handlową (od 1997 roku – Uniwersytet) w specjalności „inżynier-technolog”, w 2004 roku – Syberyjski Państwowy Uniwersytet Inżynierii Kolejowej (w specjalności „rachunkowość, analiza i audyt”). Posiada dyplomy ukończenia studiów podyplomowych Akademii Budżetu i Skarbu Ministerstwa Finansów Federacji Rosyjskiej (1997) oraz Akademii Gospodarki Narodowej przy Rządzie Federacji Rosyjskiej (2006).
Doktor ekonomii. W 2007 roku w Syberyjskim Instytucie Badawczym Ekonomiki Rolnej Syberyjskiego Oddziału Rosyjskiej Akademii Nauk Rolnych uzyskał stopień kandydata nauk ekonomicznych po obronie pracy doktorskiej na temat „Zwiększenie efektywności ekonomicznej produkcji rolnej na podstawie regulacji państwowej: na podstawie materiałów z obwodu nowosybirskiego”. W 2019 roku obronił pracę doktorską w Syberyjskim Federalnym Centrum Naukowym Agrobiotechnologii Rosyjskiej Akademii Nauk na temat „Podstawy naukowe rozwoju kompleksu do przemysłowego przetwórstwa produktów zwierzęcych: na bazie materiałów z regionów syberyjskich”.
Do 1997 roku pracował w komercyjnych organizacjach handlowych.
- W latach 1997–1998 – kontroler-audytor, w 1998 – starszy kontroler-audytor w aparacie departamentu kontroli i audytu Ministerstwa Finansów Federacji Rosyjskiej dla obwodu nowosybirskiego.
- W latach 1999–2004 – Zastępca Kierownika Wydziału, Kierownik Wydziału – Główny Księgowy, Zastępca Kierownika Wydziału – Kierownik Wydziału Finansów i Polityki Podatkowej Administracji Obwodu Nowosybirskiego.
- W latach 2004–2008 – pełniący obowiązki Szefa Wydziału, Kierownik Wydziału Polityki Finansowej i Podatkowej Obwodu Nowosybirskiego.
- W latach 2008–2010 – Kierownik Wydziału Finansów i Polityki Podatkowej Obwodu Nowosybirskiego.
- W latach 2010–2011 – pełniący obowiązki Ministra, Minister Finansów i Polityki Podatkowej Obwodu Nowosybirskiego.
- W latach 2011–2012 – pełniący obowiązki Pierwszego zastępcy gubernatora, pierwszy zastępca gubernatora obwodu nowosybirskiego (na czele obwodu stał Wasilij Jurczenko).
- Od 25 sierpnia 2012 – wiceminister finansów Federacji Rosyjskiej, od 25 maja 2018 do 20 czerwca 2024 – pierwszy wiceminister finansów Federacji Rosyjskiej (Ministerstwem Finansów w tym okresie kierował Anton Siłuanow(inne języki)).
- Od 17 czerwca 2024 – Pierwszy wiceminister obrony Federacji Rosyjskiej (szef resortu – Andriej Biełousow).

W 2022 odznaczony Medalem Stołypina I stopnia.
Autor wydanej w 2018 monografii „Przemysłowe przetwórstwo surowców nieżywnościowych bydła mięsnego: podejście systemowe”, współautor wydanej w 2020 książki „Podstawy koncepcyjne organizacji przemysłowego przetwórstwa surowców nieżywnościowych bydła mięsnego”.